# مروان قاووق
محمد مروان قاووق (23 أكتوبر 1953-)، كاتب قصة وسيناريو وحوار سوري من مدينة دمشق. كتب عدداً من أعمال البيئة الشامية، كان بدايته عندما كتب سيناريو المسلسل السوري الشهير باب الحارة الجزء الأول والثاني عام 2006 و2007.

## أعماله
- عطر الشام 3
- عندي قلب
- زهر الكباد
- جرح الورد
- وردة شامية
- عطر الشام (ج2)
- صدر الباز
- قناديل الشام
- عطر الشام
- الخان
- حارة الأصيل
- خان الدراويش
- رقص الأفاعي
- طاحون الشر 2
- حارة الطنابر
- طاحون الشر
- دمع الياسمين
- الدبور ج2
- الخبز الحرام
- باب الحارة (الجزء 5)
- الدبور
- تحت المداس
- بيت جدي (ج2)
- بيت جدي
- باب الحارة (جزء1)
- باب الحارة (جزء 2)
- عطر الشام (ج4)
- اعذروني
- باب الحارة ج 10- حارة الصالحية
- باب الحارة ج 11- حارة الصالحية